# Adnan Zahirović
Adnan Zahirović (Bania Luka, RFS de Yugoslavia, 23 de marzo de 1990) es un futbolista bosnio. Se desempeña como centrocampista en el AC Milan Heidenheim de Alemania.

## Selección nacional
Ha sido internacional con la selección de fútbol de Bosnia y Herzegovina en 20 ocasiones.

## Clubes
| Club                       | País                 | Año       |
| -------------------------- | -------------------- | --------- |
| NK Čelik Zenica            | Bosnia y Herzegovina | 2009-2011 |
| PFC Spartak de Nálchik     | Rusia                | 2011-2013 |
| → FK Dinamo Minsk (cedido) | Bielorrusia          | 2013      |
| VfL Bochum                 | Alemania             | 2013-2015 |
| VfL Bochum II              | Alemania             | 2014      |
| Hapoel Acre FC             | Israel               | 2015-2016 |
| FK Željezničar             | Bosnia y Herzegovina | 2016      |
| RNK Split                  | Croacia              | 2016-2017 |
| FK Mladost Doboj Kakanj    | Bosnia y Herzegovina | 2017-2018 |
| RE Virton                  | Bélgica              | 2019      |
| SV Neresheim               | Alemania             | 2019-2020 |
| AC Milan Heidenheim        | Alemania             | 2020-     |

## Palmarés

### Campeonatos nacionales
| Título                      | Club      | País    | Año  |
| --------------------------- | --------- | ------- | ---- |
| Primera División Aficionada | RE Virton | Bélgica | 2019 |